# Rhaphidospora
Rhaphidospora là chi thực vật có hoa trong họ Acanthaceae.